# Myrmelachista schumanni
Myrmelachista schumanni är en myrart som beskrevs av Carlo Emery 1890. Myrmelachista schumanni ingår i släktet Myrmelachista och familjen myror.

## Underarter
Arten delas in i följande underarter:
- M. s. cordincola
- M. s. schumanni